# Ровгані (Марказі)
Ровгані (перс. روغني) — село в Ірані, у дегестані Кугсар, в Центральному бахші, шагрестані Шазанд остану Марказі. За даними перепису 2006 року, його населення становило 430 осіб, що проживали у складі 94 сімей.

## Клімат
Середня річна температура становить 10,09°C, середня максимальна – 28,67°C, а середня мінімальна – -11,66°C. Середня річна кількість опадів – 263 мм.
| Клімат поселення                              | Клімат поселення | Клімат поселення | Клімат поселення | Клімат поселення | Клімат поселення | Клімат поселення | Клімат поселення | Клімат поселення | Клімат поселення | Клімат поселення | Клімат поселення | Клімат поселення | Клімат поселення |
| Показник                                      | Січ.             | Лют.             | Бер.             | Квіт.            | Трав.            | Черв.            | Лип.             | Серп.            | Вер.             | Жовт.            | Лист.            | Груд.            |                  |
| Середній максимум, °C                         | 4,48             | 6,32             | 10,04            | 16,69            | 22,06            | 27,14            | 28,62            | 28,67            | 23,95            | 17,68            | 11,08            | 5,77             |                  |
| Середня температура, °C                       | −3,6             | −1,74            | 1,98             | 8,62             | 13,98            | 19,07            | 23,13            | 23,16            | 18,45            | 12,20            | 5,60             | 0,27             |                  |
| Середній мінімум, °C                          | −11,66           | −9,82            | −6,09            | 0,56             | 5,91             | 10,98            | 17,65            | 17,69            | 12,96            | 6,70             | 0,10             | −5,22            |                  |
| Норма опадів, мм                              | 39               | 39               | 49               | 36               | 28               | 4                | 2                | 1                | 0                | 7                | 24               | 34               |                  |
| Середньомісячна швидкість вітру, м/с          | 1.33             | 2.37             | 2.72             | 2.93             | 2.40             | 2.17             | 2.08             | 1.95             | 2.04             | 1.91             | 1.73             | 1.52             |                  |
| Середньомісячна сонячна радіація, кДж/м²·день | 9580             | 12656            | 15277            | 18503            | 22490            | 27008            | 25956            | 24342            | 21531            | 16099            | 11275            | 9251             |                  |
| --------------------------------------------- | ---------------- | ---------------- | ---------------- | ---------------- | ---------------- | ---------------- | ---------------- | ---------------- | ---------------- | ---------------- | ---------------- | ---------------- | ---------------- |
| Джерело:                                      |                  |                  |                  |                  |                  |                  |                  |                  |                  |                  |                  |                  |                  |